# 1490 en arts plastiques
| Années des arts plastiques : 1487 - 1488 - 1489 - 1490 - 1491 - 1492 - 1493    |
| Décennies des arts plastiques : 1460 - 1470 - 1480 - 1490 - 1500 - 1510 - 1520 |

Cette page concerne l'année 1490 en arts plastiques.

## Œuvres
- achèvement des miniatures de l'Apocalypse figurée des ducs de Savoie par Jean Colombe, à la demande de Charles Ier de Savoie

## Naissances
- 21 février : Hans Dürer, peintre et graveur allemand († 1534 ou 1538),
- ? :
  - Bernardino da Asola, peintre italien († 1540),
  - Maturino Fiorentino, peintre italien († 1528),
  - Nicoletto de Modène, sculpteur, graveur et peintre italien († 1569),
  - Jacopo Siculo, peintre italien († 1544),
- Vers 1490 :
  - Giovanni Vincenzo Corso, peintre italien de l'école napolitaine († vers 1545),
  - Hans Döring, peintre et graveur sur bois allemand († 1558),
  - Battista Dossi, peintre italien († 1548),
  - Giorgio Gandini del Grano, peintre italien de l'école de Parme († 1538),
  - Gerolamo Giovenone, peintre italien († 1555),
  - Lattanzio Pagani, peintre italien († 1568),
  - Marinus van Reymerswaele, peintre flamand († 1567),
  - Fermo Stella, peintre italien († 1562),
- Avant 1490 :
- Pere Nunyes, peintre espagnol d'origine portugaise († 1554).